# Златарский, Стефан Николаевич
Стефан Николаевич Златарский  (болг. Стефан Николов Златарски; 1862—1912) — болгарский и российский военный, российский генерал-майор, командир 22-й артиллерийской бригады 1-го армейского корпуса Русской императорской армии.

## Биография
Третий из четырёх сыновей болгарского учителя Николы Златарски (Златарчето), видного деятеля просветительского и церковно-национального движения. В семье также родились братья Александр (экономист), Васил (историк), Георгий (геолог) и сестра Виктория.
В 1877 — 1878 годах как доброволец принял участие в войне против Турции. Профессиональную военную подготовку получил в Софийском военном училище (Болгария).
Образование продолжил в России. Окончил Михайловское артиллерийское училище, Михайловскую артиллерийскую академию (1884), позднее Николаевскую Академию Генерального штаба по I разряду.
После обучения в академии, в 1884 году, Стефан Златарский вернулся в Болгарию и находясь в болгарской армии получил чин капитана. В 1885 году принял участие в Сербско-болгарской войне. В 1886 году после участия в заговоре против князя Болгарии Александра Баттенберга был вынужден отправиться в Россию.
В 26 июня (8 июля) 1889 был произведён в штабс-капитаны.
С 4 (16) декабря 1891 по 6 (18) мая 1892 исполняющий должность старшего адъютанта штаба 5-й кавалерийской дивизии.
С 4 (16) декабря 1892 по 24 января (5 февраля) 1894 исполняющий должность старшего адъютанта штаба Варшавского укрепрайона.
С 3 (15) марта 1895 по 21 марта (2 апреля) 1896 командир роты лейб-гвардии Волынского полка. 6 (18) декабря 1895 произведён в капитаны.
С 20 февраля (5 марта) 1901 по 15 (28) марта 1907 командовал 5 батареей лейб-гвардии 3-й артиллерийской бригады. 1 (14) апреля 1901 произведён в полковники, а в 1907 году — в генерал-майоры.
С 15 (28) марта 1907 по 21 ноября (4 декабря) 1907 командовал 2 дивизионом в 1-й лейб-гвардии артиллерийской бригаде, после чего получил в командование 22-ю артиллерийскую бригаду 22-й пехотной дивизии.
В 1912 году стараниями Стефана Николаевича Златарского в Новгороде было построено здание офицерского собрания бригады, это стало его последним делом. В том же году С. Н. Златарский скончался. Похоронен в Новгороде.

## Награды
- Орден «За храбрость» IV степени (1885)
- орден Святого Станислава 3-й степени (1901)
- орден Святого Станислава 2-й степени (1904)
- орден Святого Владимира 3-й степени (1911)